# Heather McCartney
Ne doit pas être confondu avec Heather Mills.
Heather Louise McCartney, née le 31 décembre 1962 à Tucson en Arizona, est la fille de Linda McCartney (née Eastman) et de Joseph Melville See Jr., un géologue américain. Elle sera adoptée et élevée par Paul McCartney, mari de Linda Eastman. Elle œuvre dans le domaine de la poterie et des arts décoratifs.

## Biographie
Heather est née à Tucson, Arizona, États-Unis. Ses parents se sont séparés après 18 mois de mariage et sa mère a épousé Paul McCartney en 1969, quand Heather avait six ans. Pendant ce temps, Heather a été officiellement adoptée par Paul, faisant également une apparition dans le film documentaire sur les Beatles, Let It Be et plus récemment dans The Beatles: Get Back. Une demi-sœur, Mary, est née en 1969, suivie de Stella née en 1971 et d'un demi-frère James né en 1977. Heather a dit que son père biologique avait eu une influence à vie sur elle, mais qu'elle considère Paul McCartney comme son véritable père.
Heather a commencé à montrer un intérêt pour l'art, en prenant l'impression à l'atelier des photographes à Covent Garden et en gagnant le prix de « jeune imprimeuse en photo noir et blanc de l'année » pour sa photo appelée Waterfall. Elle est ensuite allée à l'école d'art, où elle s'est concentrée sur la poterie et le design. Par la suite, Heather a voyagé au Mexique, où elle a vécu parmi les indigènes des tribus Huichol et Tarahumara. Elle a ensuite déménagé en Arizona pour vivre avec son père biologique, Joseph Melville See Jr., puis elle est finalement retournée en Angleterre pour travailler comme potière.
Comme ses parents et demi-frères et sœurs, Heather est végétarienne et passionnée par les droits des animaux. 
Le 17 avril 1998, Heather subi un premier choc lors du décès de sa mère, Linda, des suites d'un cancer du sein à l'âge de 56 ans.
En 1999, elle a lancé une ligne de produits ménagers appelée la collection d'articles ménagers Heather McCartney.
Par la suite, le 19 mars 2000, elle subit un autre choc lors du suicide de son père biologique, Joseph Melville See Jr., à l'âge de 60 ans.

## Discographie
À deux reprises, Heather a aidé son père adoptif, Paul McCartney, pour les chœurs sur deux albums de celui-ci, en voici la description. L'album pirate Oobu Joobu n'étant pas officiel, il ne peut donc être compté comme tel, mais il doit tout de même être cité ici :
- 1971 : Ram, de Paul et Linda McCartney.
- 1995 : Oobu Joobu Part 10 de Paul McCartney - Disque pirate sur lequel elle fait les chœurs sur la chanson S.M.A.
- 2013 : New sur la chanson Everybody Out There de Paul McCartney.

## Filmographie
Elle apparait aussi dans certains films documentant la vie des Beatles et des Wings, ainsi que dans un vidéo-clip, en voici la liste. 
- 1969 : Let It Be - Film documentaire de Michael Lindsay-Hogg. - Elle-même
- 1983 : Say Say, Say - Vidéo-clip De Paul McCartney et Michael Jackson - Vidéo-clip. - Rôle muet
- 1987 : Biography - Film docu de Agnes Nixon - Elle-même
- 1996 : The Beatles Story - Film docu de Nigel Turner - Elle-même
- 1996 : The Beatles Anthology - Mini-série docu de Kevin Godley, Bob Smeaton et Geoff Wonfor - Elle-même
- 2001 : Wingspan - Film docu de Alistair Donald - Elle-même
- 2004 : Beatles Biggest Secrets - Film docu télévisé de Fiona Proctor - Elle-même
- 2021 : The Beatles Get Back - Film docu télévisé de Peter Jackson - Elle-même